# エンディミオン・ポーター卿と画家

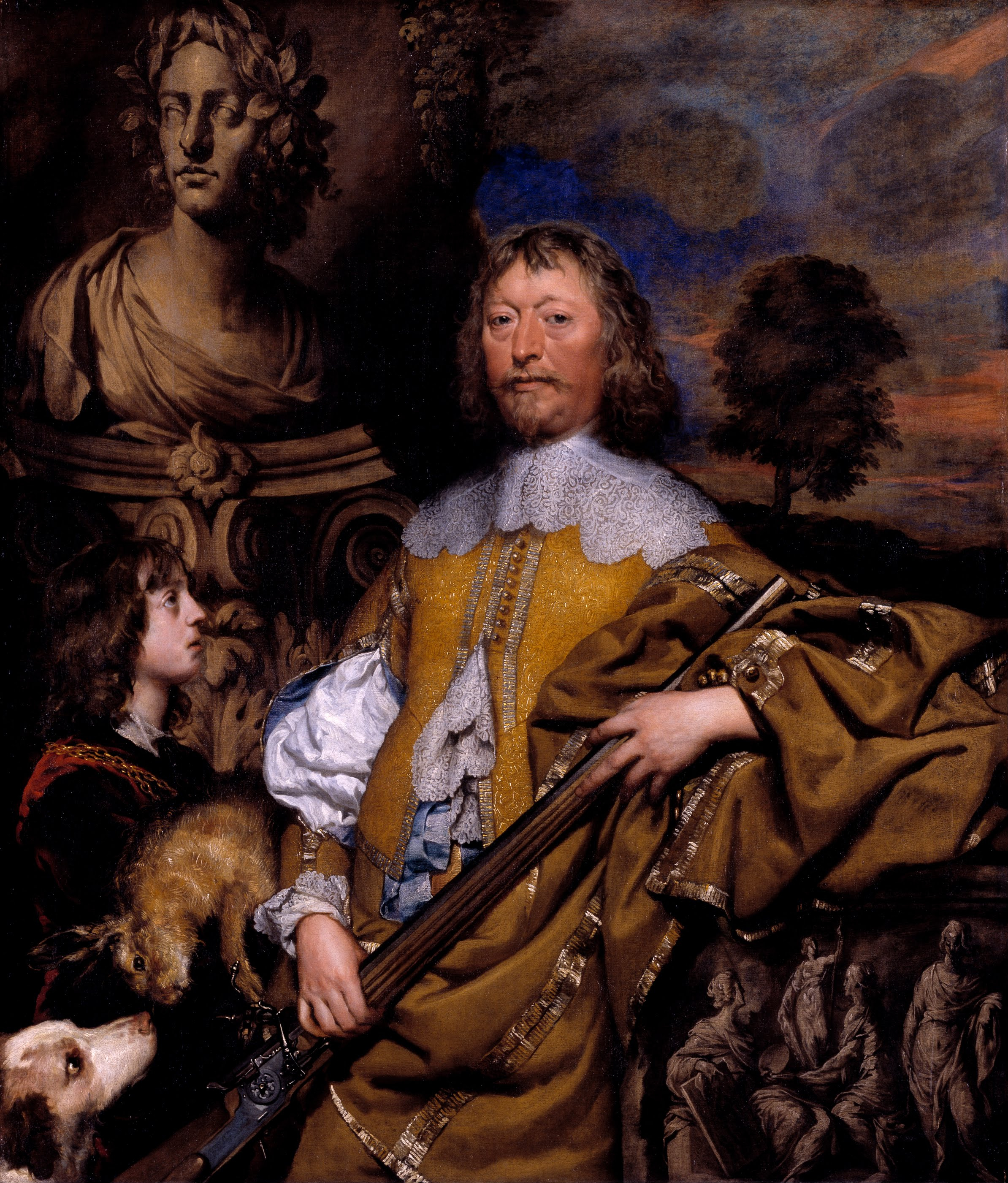
ウィリアム・ドブソン『エンディミオン・ポーター卿の肖像』 (1634–1635年)

『エンディミオン・ポーター卿と画家』（エンディミオン・ポーターきょうとがか、西: Endymion Porter y Anton van Dyck、英: Endymion Porter and Anthony van Dyck）は、フランドルのバロック期の巨匠アンソニー・ヴァン・ダイクが1633年頃にキャンバス上に油彩で描いた自画像で、自身を庇護者であるエンディミオン・ポーター卿とともに描いている。ヴァン・ダイクは本作をポーター卿に贈ったが、後にエリザベッタ・ファルネーゼに購入され、1745年まで彼女の所有であった。現在、マドリードのプラド美術館に所蔵されている。

## 作品
本作はヴァン・ダイクが自身を別の人物とともに描いた唯一の自画像であり、画家の人生におけるエンディミオン・ポーター卿の重要さを表している。2人は、ヴァン・ダイクが最初にロンドンに滞在した時に出会った。ポーター卿はチャールズ1世の第一の画商で、マントヴァ公の膨大な美術コレクションを購入する交渉をし、自身も美術作品を収集した。彼は、ピーテル・パウル・ルーベンスとオラツィオ・ジェンティレスキを個人的に知っていた。
ヴァン・ダイクが本作を制作するにいたった状況は不明である。しかし、様式的におよそ1632年から1635年の間に描かれたことは明らかである。この時期に画家はイングランドに最初の滞在をした。そのうちの1634年から1635年の冬にかけてはスペイン領ネーデルラントで数か月を過ごしたが、当時、ヴァン・ダイクは35歳頃で、ポーター卿は47歳であった。
本作はポーター卿と画家の友情を称賛したものとなっているが、画家がロンドンでチャールズ1世の宮廷画家になるための援助をポーター卿から受けたことに感謝して制作した可能性がある。また、著名な人物と同じ肖像画の中に自身を描くことで、ヴァン・ダイクは自身の社会的地位と、画家という職業が高貴なものであることを示したかったのであろう。
ポーター卿とヴァン・ダイクが手を載せている岩は、2人の友情の堅固さを象徴している。絵画が楕円形であることも友情の主題に関わるもので、2人の間にある親密さの感覚を生み出している。一方で、白いサテンの衣服を纏っているポーター卿は正面向きで描かれているのに対し、黒い衣服を纏っているヴァン・ダイクは横顔で、背丈が低く描かれている。これは、画家である彼が貴族階級のポーター卿より目立たないようにするためであり、当時の社会的儀礼を反映している。
ヴァン・ダイクの肖像画を特徴づける洗練された優雅さ (ポーズ、手の描写、様式化された顔立ち、背景となるカーテンと柱) に加え、素晴らしい仕上げ、構図と楕円形という絵画の形式の調和により、本作はヴァン・ダイクの最も美しい肖像画の1つとなっている。